# Stary Gromadzyn
Stary Gromadzyn – wieś w Polsce położona w województwie podlaskim, w powiecie kolneńskim, w gminie Kolno.
Przez miejscowość przebiega droga wojewódzka nr 647.
Wierni kościoła rzymskokatolickiego należą do parafii św. Anny w Kolnie.

## Historia
Na przełomie lat 1783/1784 wieś leżała w parafii Kolno, dekanat wąsoski diecezji płockiej i była własnością trzech rodzin szlacheckich: Bogumiłów, Gromadzkich i Filipkowskiego. W latach 1921–1939 wieś leżała w województwie białostockim, w powiecie kolneńskim, w gminie Czerwone. 
Według Powszechnego Spisu Ludności z 1921 roku w 33 budynkach mieszkało 227 osób, 219 było wyznania rzymskokatolickiego a 8 ewangelickiego. Wszyscy mieszkańcy zadeklarowało polską przynależność narodową. Miejscowość podlegała pod Sąd Grodzki w Kolnie i Okręgowy w Łomży; właściwy urząd pocztowy mieścił się w Kolnie. W okresie międzywojennym posiadłość ziemską miał tu Ciepliński Jan (55 morgów).
W wyniku napaści ZSRR na Polskę we wrześniu 1939 miejscowość znalazła się pod okupacją sowiecką. 2 listopada została włączona do Białoruskiej SRR. 4 grudnia 1939 włączona do nowo utworzonego obwodu białostockiego. Od czerwca 1941 roku pod okupacją niemiecką. 22 lipca 1941 r. włączona w skład okręgu białostockiego III Rzeszy.
W latach 1975–1998 miejscowość administracyjnie należała do województwa łomżyńskiego.